# Heterolaophonte denticulata
Heterolaophonte denticulata is een eenoogkreeftjessoort uit de familie van de Laophontidae. De wetenschappelijke naam van de soort is voor het eerst geldig gepubliceerd in 1958 door Roe.